# 朴術音
朴 術音（パク・スルム、朝鮮語: 박술음/朴術音、1902年11月5日 - 1983年2月13日）は、大韓民国の教員、教授、英文学者。第5代社会部（現・保健福祉部）長官、第2・6代韓国外国語大学（現・韓国外国語大学校）長、第2代同校大学院長。
本貫は密陽朴氏、号は酔霞（チュィハ、醉霞/취하）。

## 経歴
黄海道または漢城府（現・ソウル特別市）にて1男3女の長男として生まれた。1919年、松都高等普通学校（現・松都高等学校）に在学中三・一運動に参加したという理由により退学処分となった。その後、延禧専門学校（現・延世大学校）英文科に入学し、1924年に卒業後同年より徽文高等普通学校（現・徽文高等学校）にて英語教師、1945年から1948年まで同校校長を務め、同年より延禧大学校（現・延世大学校）英文科教授・教務処長を務め、在職中に発生した朝鮮戦争に際しては空軍参謀総長の英語顧問として、英語通訳と英文書作成の業務に従事した。1952年に第5代社会部（現・保健福祉部）長官に指名され、1952年10月9日から1955年2月16日まで務めた。退任後は同年5月10日から1960年6月5日まで第2代韓国外国語大学長・大学院長を務め、次いで1966年2月1日から1977年4月19日まで第6代同校学長を務めた。定年により退任後も、1981年に英文法の参考書である『学習英文法』を出版するなど活動を行った。このほか、『Model English Grammar』シリーズなどが知られている。1983年、自宅にて老衰により死去、享年81。

## 死後
死後、2008年から韓国外国語大学校英語大学が中心となって活動していた追慕文集の準備を継承した『朴術音先生追慕事業推進委員会』が朴術音に指導を受けた学生約100名によって結成され、募金により集められた制作費用1億5000万ウォンにより弘益大学校教授のオ・サンイルによって、青銅製で高さ230cmの『朴術音先生立像』が制作された。そして、同会は2011年10月16日に式を催すことを発表し、同月17日に朴術音銅像除幕式と追慕文集献呈式が開催され約200名が出席した。追慕文集献呈式では追慕文集『地球村時代を準備した先覚者: 朴術音先生と外大の誕生』が遺族と学校側に献呈された。この文集は同名で書籍としても発行されており、像は韓国外国語大学校ソウルキャンパス研修院と国際館の間の敷地に設置されている。

## 逸話
- 英語に関心を持ったのは外国の宣教師たちと接触のあった祖父の影響である[5]。

- 娘によると、自身が朝鮮戦争に看護将校として参戦しようとした時に阻止しようとした。やがて出発する時、後ろを向いて泣いていたという[13][14]。

- 社会部長官への指名は第3代財務部長官を務めていた白斗鎮の推挙があり、白斗鎮は徽文高等普通学校（現・徽文高等学校）で朴術音が教師を務めていた時の生徒である[5]。

- 文教部長官に推挙されるも、大統領を務めていた李承晩による『ハングル正書法』の改正命令に反発し辞退した[5]。